# Eckardt Trowitzsch
Eckardt Trowitzsch (* 1948 auf Fehmarn) ist ein deutscher Arzt, Hochschullehrer sowie ehemaliger Basketballspieler und -trainer.

## Leben
Nach dem Schulbesuch am Katharineum zu Lübeck studierte Trowitzsch an der Universität Hamburg zwischen 1967 und 1973 Humanmedizin. Er spielte während seiner Studentenzeit für den Hamburger TB in der Basketball-Bundesliga, im Oktober 1973 wechselte er bei derselben Mannschaft ins Traineramt, welches er bis zum Ende der Bundesliga-Saison 1973/74 ausübte.
Seine Doktorarbeit mit dem Titel „Telemetrische Untersuchungen der Herzschlagfrequenz von Spitzenbasketballspielern vor Wettspielen“ wurde 1973 an der Universität Hamburg angenommen, bis 1975 war er im Raum Hamburg als Medizinalassistent tätig. 1975 trat Trowitzsch an der Medizinischen Hochschule Hannover eine Stelle als Assistenzarzt an, von 1981 bis 1983 war er dort Oberarzt. 1980 schloss er seine Ausbildung zum Facharzt für Kinderheilkunde ab, 1983 erlangte er die Zusatzbezeichnung Kinderkardiologe. In den Jahren 1983 und 1984 forschte Trowitzsch an der Harvard Medical School in den Vereinigten Staaten. 1985 schloss er seine Habilitation (Thema: „Echokardiographische Untersuchungen zur Funktion des rechten Ventrikels bei Kindern mit angeborenen Herzfehlern mit extremer Rechtsherzbelastung“) ab.
1986 wurde er Chefarzt der Abteilung Kardiologie und Pneumologie der Vestischen Kinder- und Jugendklinik Datteln und leitete ab 1989 am selben Krankenhaus auch die Schlaflabore. 1992 wurde Trowitzsch an der Medizinischen Hochschule Hannover zum außerplanmäßigen Professor ernannt, ab 1995 lehrte er darüber hinaus im Fachbereich Kinderkardiologie an der Medizinischen Fakultät der Universität Witten/Herdecke. Im Jahr 2006 gehörte er zu den Gründern der Akademie der Gesellschaft für pädiatrische Kardiologie und wurde Mitglied im wissenschaftlichen Beirat. Er war Gründungspräsident der Gesellschaft der Kinderkliniken zur Erforschung des plötzlichen Kindstodes und wurde später deren Ehrenpräsident.
Neben der Kinderkardiologie, darunter der plötzliche Kindstod, gehören auch angeborene Herzfehler bei Erwachsenen zu den Schwerpunkten seiner wissenschaftlichen Arbeit.